# Christel Thoresen
Christel Thoresen (ur. 15 sierpnia 1980 w Oslo) – norweska snowboardzistka, wicemistrzyni świata.

## Kariera
W zawodach Pucharu Świata zadebiutowała 16 listopada 1997 roku w Tignes, zajmując 15. miejsce w halfpipe’ie. Tym samym już w swoim debiucie wywalczyła pierwsze pucharowe punkty. Pierwszy raz na podium zawodów tego cyklu stanęła 17 stycznia 1998 roku w Innichen, kończąc rywalizację w tej samej konkurencji na drugiej pozycji. W zawodach tych rozdzieliła Yuri Yoshikawę z Japonii i Francuzkę Doriane Vidal. W kolejnych startach jeszcze jeden raz stanęła na podium zawodów PŚ: 9 stycznia 2002 roku w Arosie była trzecia w tej konkurencji. Najlepsze wyniki osiągnęła w sezonie 1997/1998, kiedy to zajęła 54. miejsce w klasyfikacji generalnej.
Jej największym sukcesem jest srebrny medal w halfpipe’ie wywalczony na mistrzostwach świata w San Candido w 1997 roku. Uplasowała się tam między Anitą Schwaller ze Szwajcarii i Niemką Sabine Wehr-Hasler. Był to jej jedyny medal wywalczony na międzynarodowej imprezie tej rangi. Zajęła też 19. miejsce podczas mistrzostw świata w Madonna di Campiglio cztery lata później. Brała również udział w igrzyskach olimpijskich w Nagano w 1998 roku, gdzie w tej samej konkurencji zajęła 21. miejsce.
W 2002 roku zakończyła karierę.

## Osiągnięcia

### Igrzyska olimpijskie
| Miejsce | Dzień     | Rok  | Miejscowość | Konkurencja | Zwyciężczyni |
| ------- | --------- | ---- | ----------- | ----------- | ------------ |
| 21.     | 12 lutego | 1998 | Nagano      | Halfpipe    | Nicola Thost |

### Mistrzostwa świata
| Miejsce | Dzień       | Rok  | Miejscowość          | Konkurencja | Zwyciężczyni    |
| ------- | ----------- | ---- | -------------------- | ----------- | --------------- |
| 2.      | 24 stycznia | 1997 | San Candido          | Halfpipe    | Anita Schwaller |
| 19.     | 27 stycznia | 2001 | Madonna di Campiglio | Halfpipe    | Doriane Vidal   |

### Puchar Świata

#### Miejsca w klasyfikacji generalnej
- sezon 1997/1998: 54.
- sezon 2000/2001: 73.
- sezon 2001/2002: -

#### Miejsca na podium
1. San Candido – 17 stycznia 1998 (halfpipe) - 2. miejsce
2. Arosa – 9 stycznia 2002 (halfpipe) - 3. miejsce